# Ecce homo

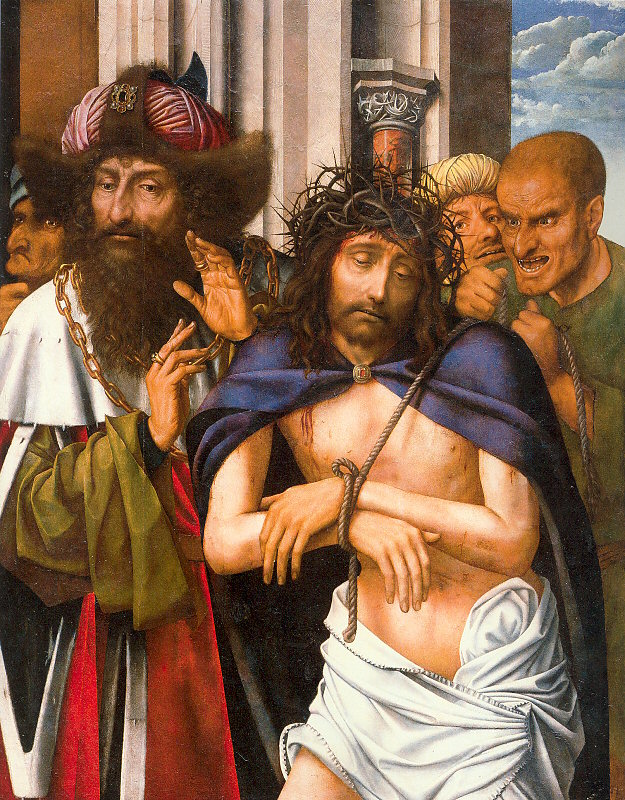
Ecce Homo por Quentin Massys, ca. 1520.

Ecce homo ("este es el hombre" o "he aquí el hombre" en castellano) es la traducción que en la Vulgata latina se dio al pasaje del Evangelio de Juan (19:5) que en el griego original es ἰδοὺ ὁ ἄνθρωπος (idoù ho ánthropos). Se trata de las palabras pronunciadas por Poncio Pilato, el gobernador romano de Judea, cuando presentó a Jesús de Nazaret ante la muchedumbre hostil a la que sometía el destino final del reo (puesto que él se lavaba las manos, o sea, eludía su responsabilidad —Mateo 27:24—).

Y salió Jesús, llevando la corona de espinas y el manto de púrpura. Y Pilato les dijo: ¡He aquí el hombre!

La escena sucede tras la flagelación de Cristo atado a la columna,  y la coronación de espinas (en otros evangelios el orden de estos hechos es diferente).
En tanto que la frase evangélica es una presentación cuasi-judicial (similar, de hecho, al término jurídico habeas corpus), su uso coloquial está vinculado a una imagen física de deterioro, con el sentido de físicamente maltrecho, en enunciados tales como «vino hecho un ecce homo».

## Iconografía
Las representaciones de la escena evangélica del Ecce homo son muy similares a otras tipologías, denominadas Vir dolorum ("Varón de dolores"), Cristo doliente, Cristo del dolor, Cristo de la paciencia, Cristo pensativo, Cristo en desgracia, etc.

### Pintura
En el arte cristiano se denomina Ecce Homo una tipología de representaciones de Jesús en la que aparece tal como se describe en este pasaje evangélico, con o sin los demás personajes (Pilato, la multitud de judíos, soldados romanos o sayones). Cuando se representa, el entorno suele ser arquitectónico (un palacio o castillo). Cristo aparece semidesnudo y atado, con una caña en las manos (que representa un cetro, que sus torturadores le dieron en burla, por la misma razón que le despojaron de su túnica y le pusieron un manto regio, puesto que su presunto delito era pretender ser "rey de los judíos" es decir Mesías por este motivo sarcásticamente los romanos pusieron en lo alto de la cruz de Jesús la sigla INRI).

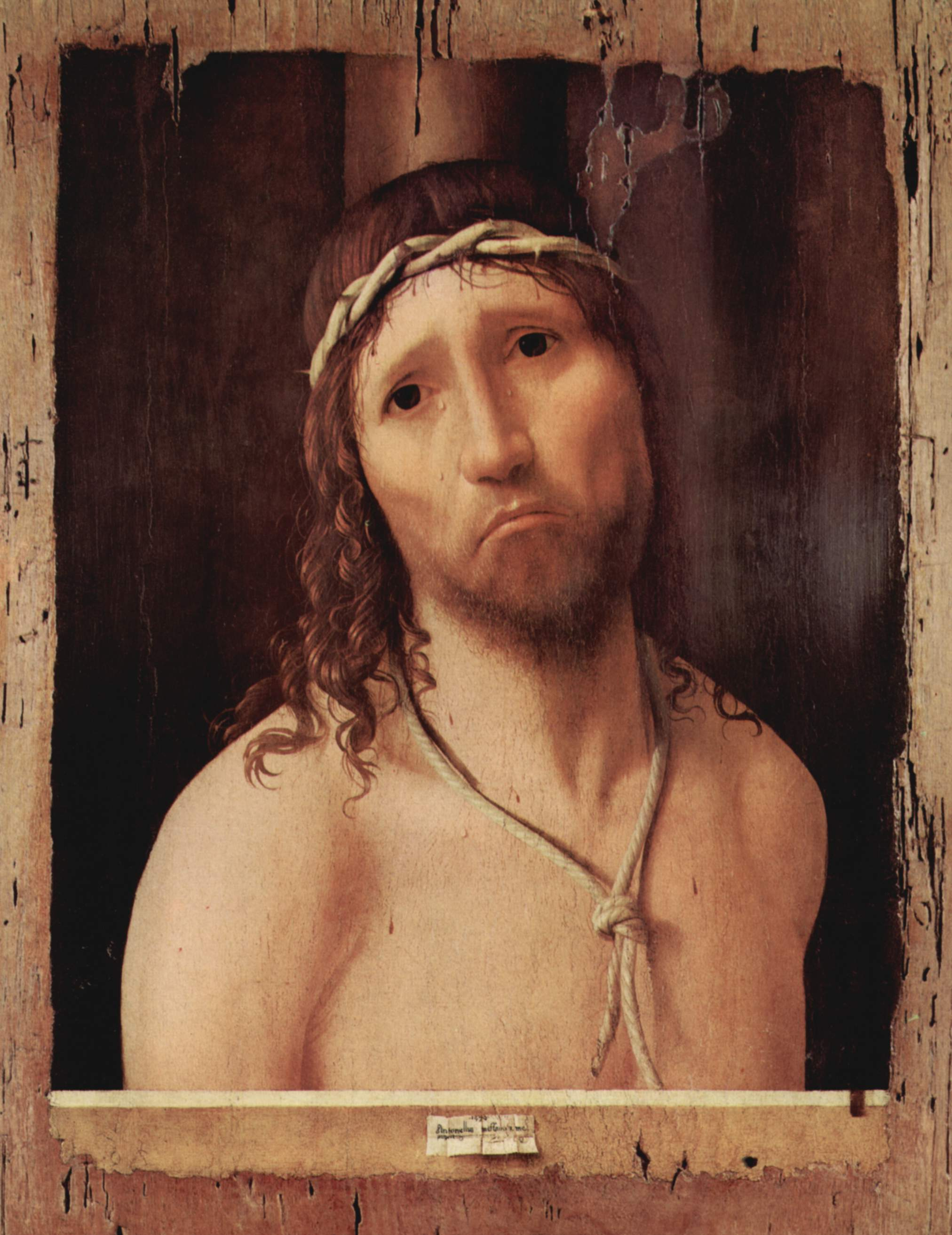
Antonello da Messina, 1473
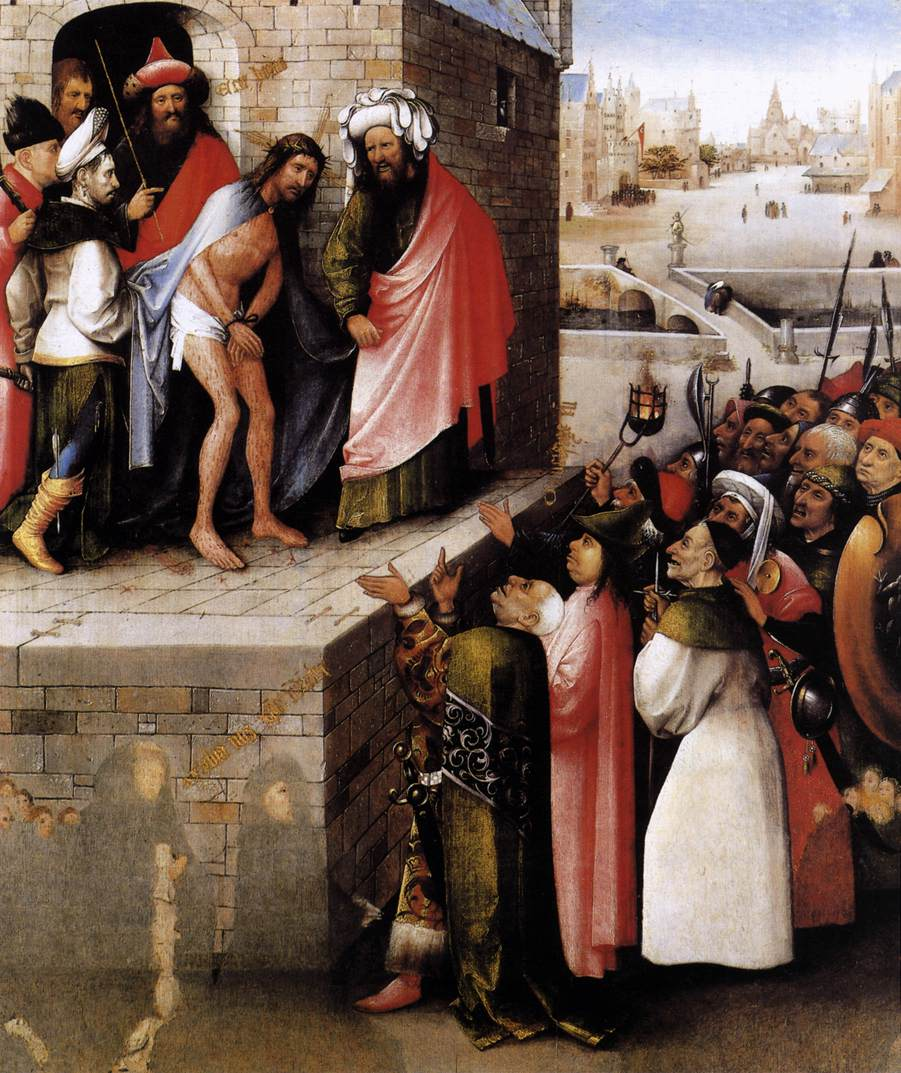
El Bosco, ca. 1475
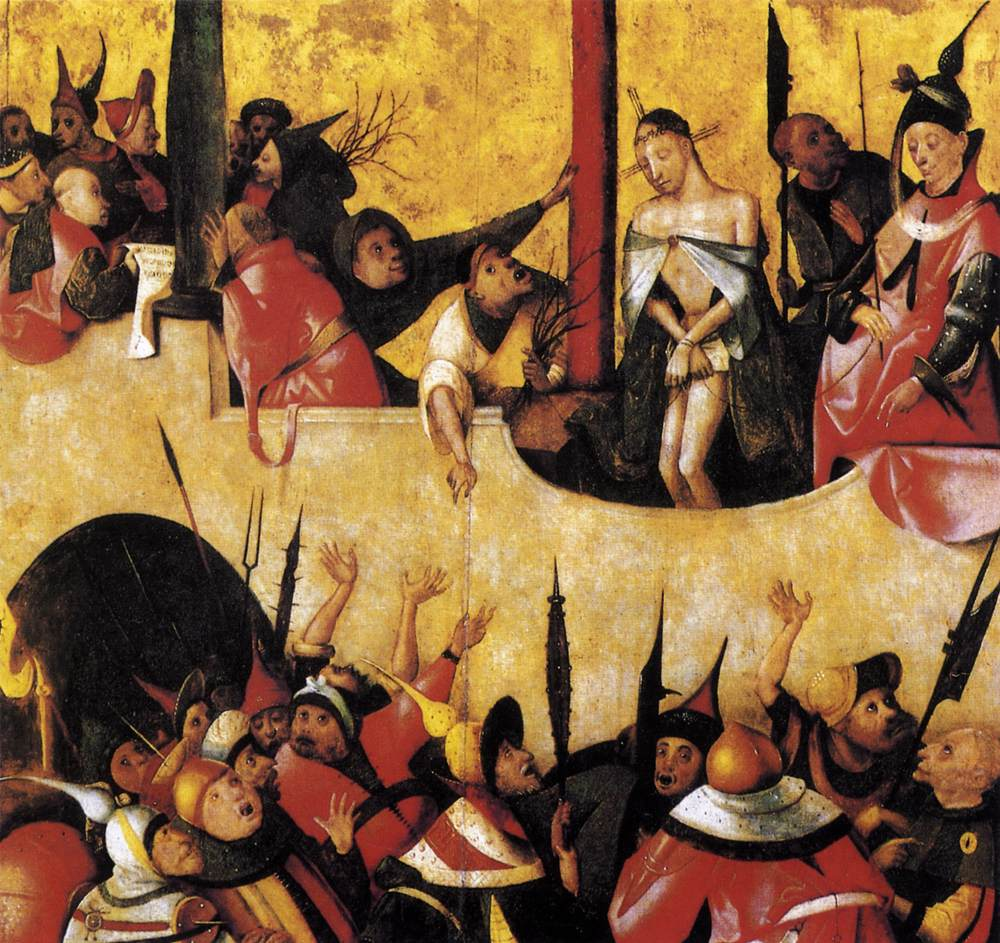
Seguidor de El Bosco
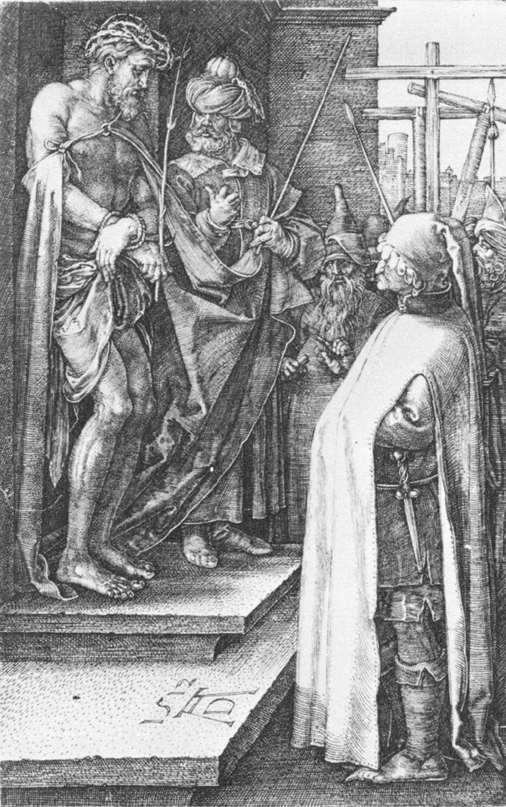
Alberto Durero, 1512
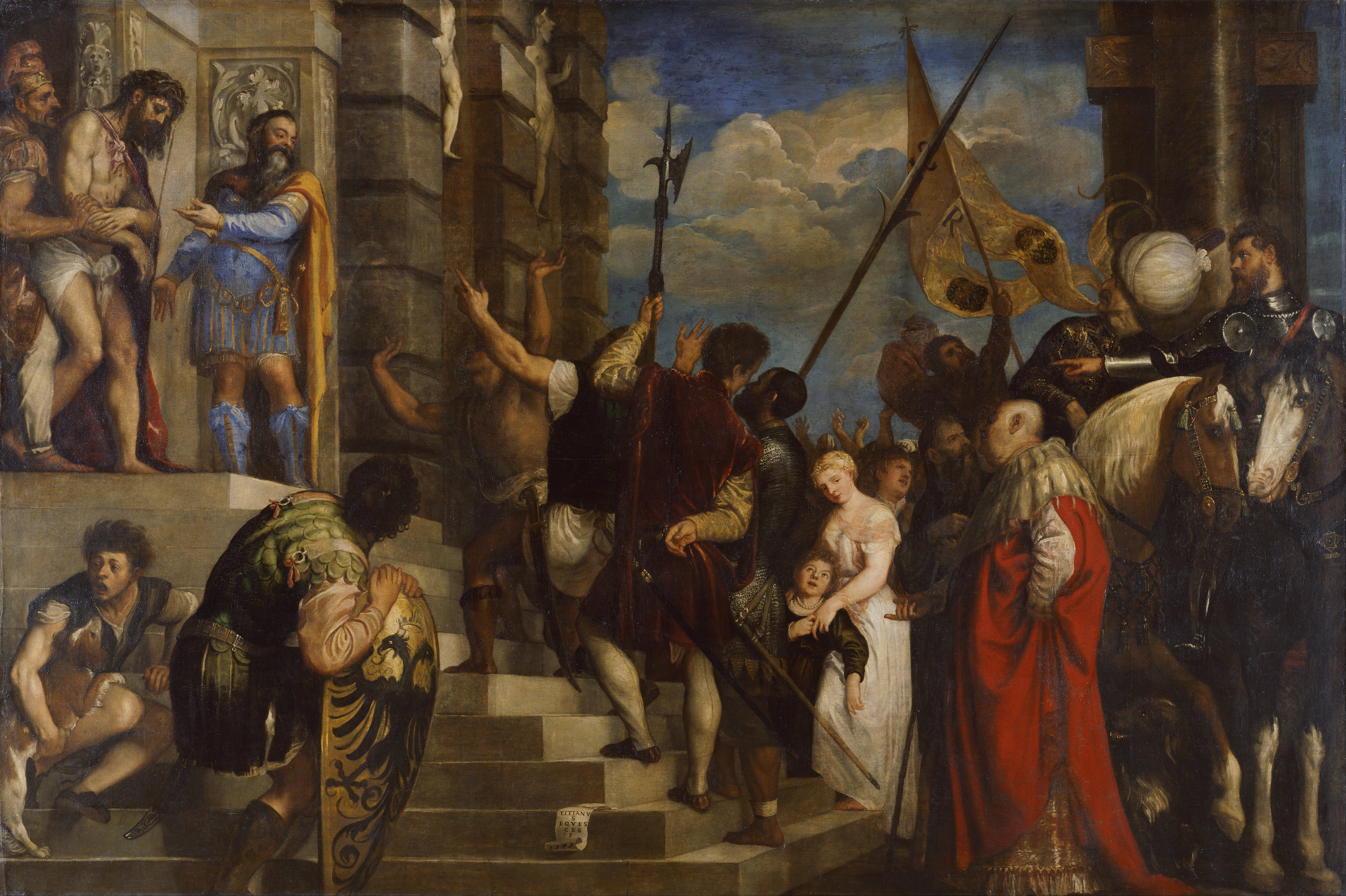
Tiziano, 1543
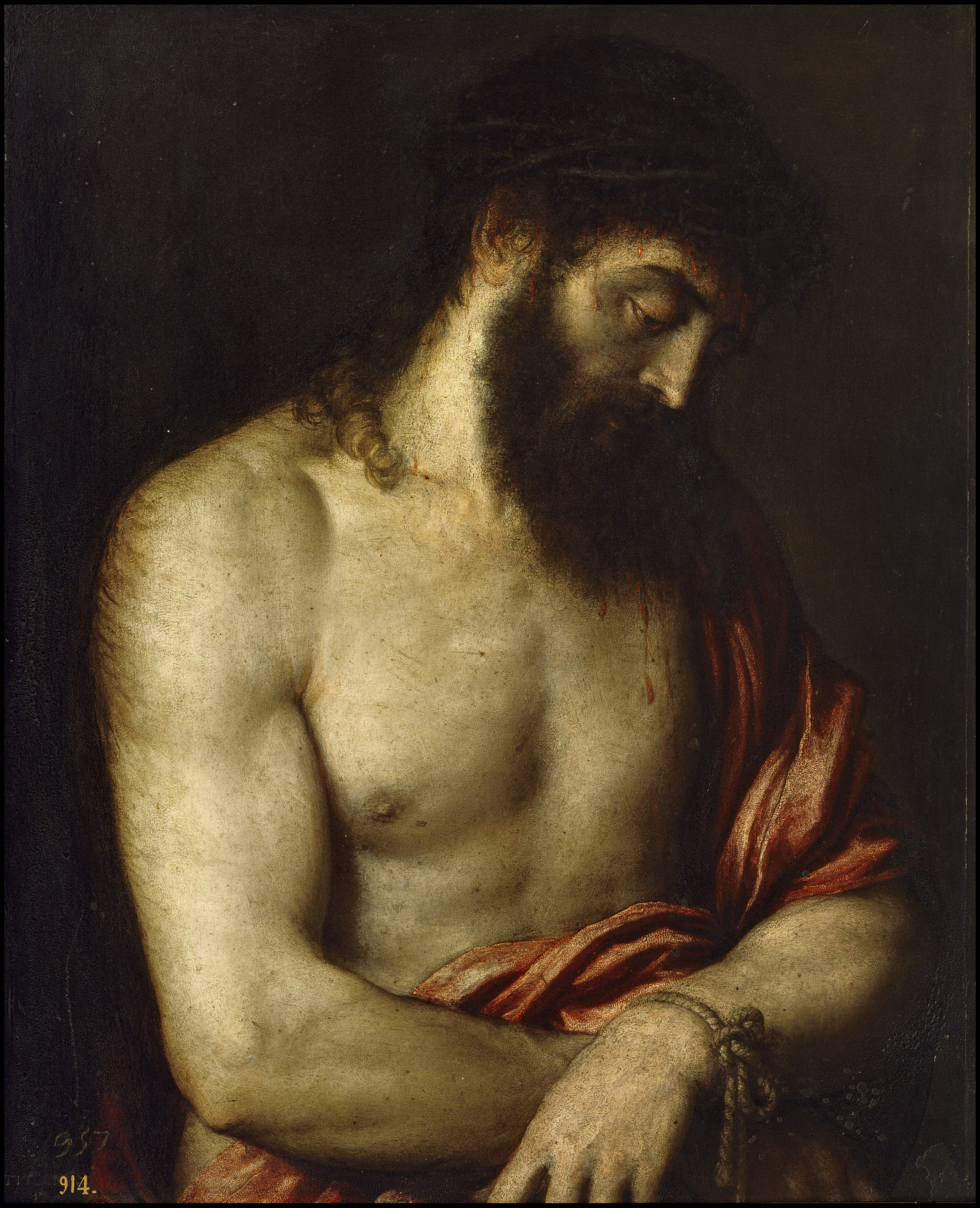
Tiziano, 1547
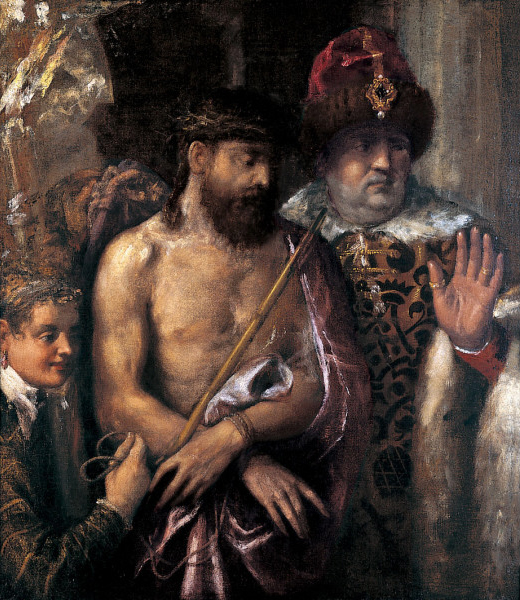
Tiziano, 1570
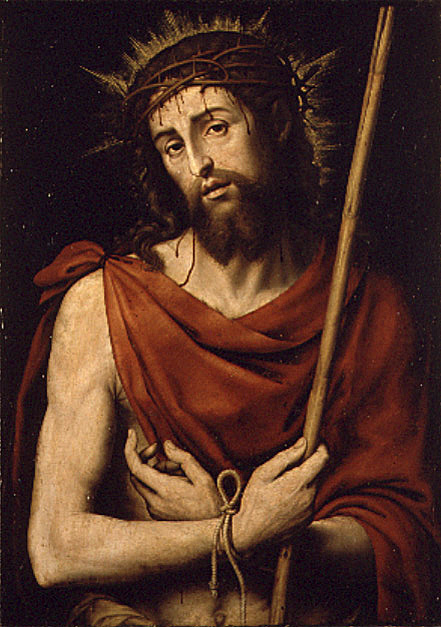
Juan de Juanes, ca. 1565
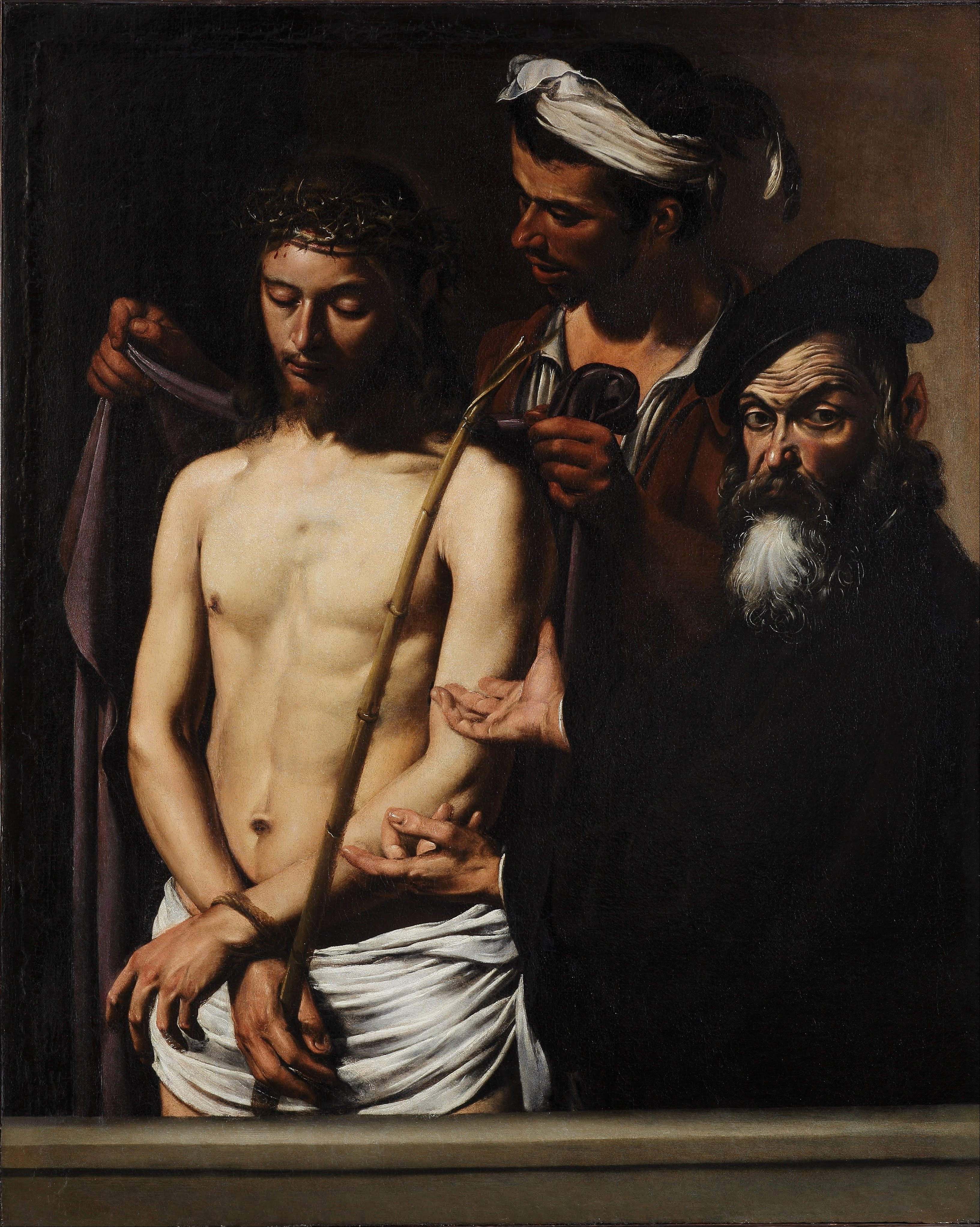
Ecce Homo (Caravaggio), 1604
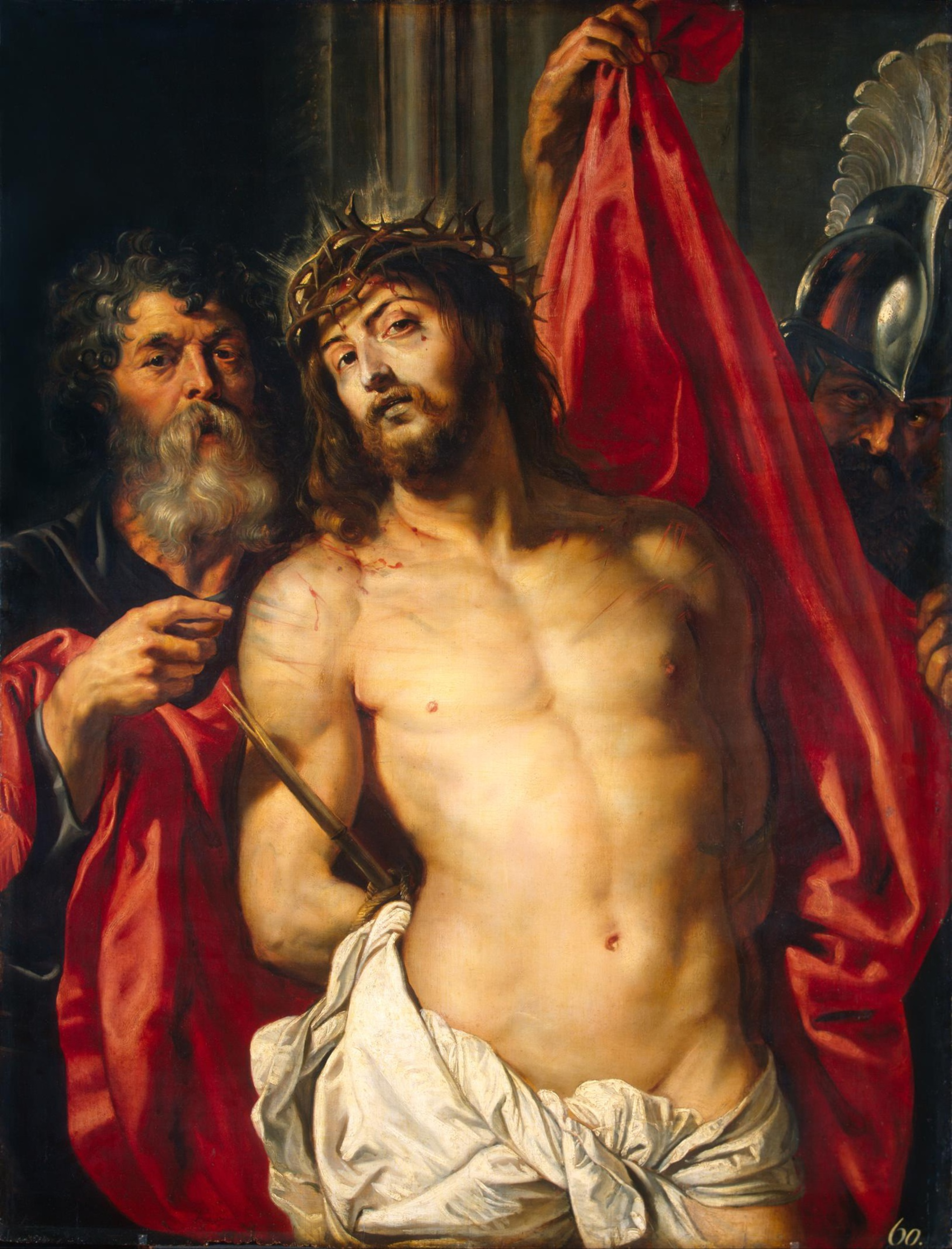
Rubens, 1612
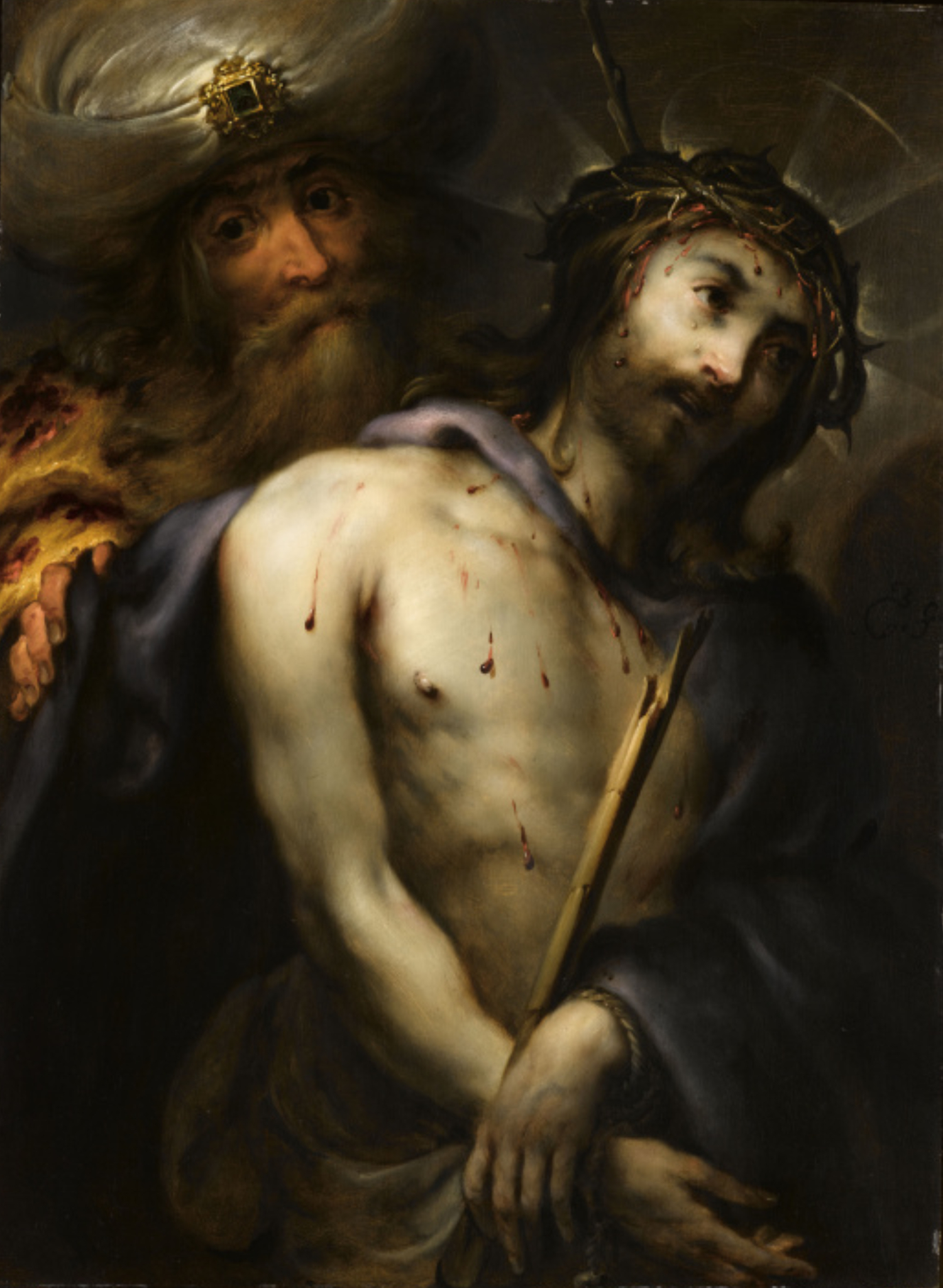
Ecce Homo, de Jan Cossiers, 1620
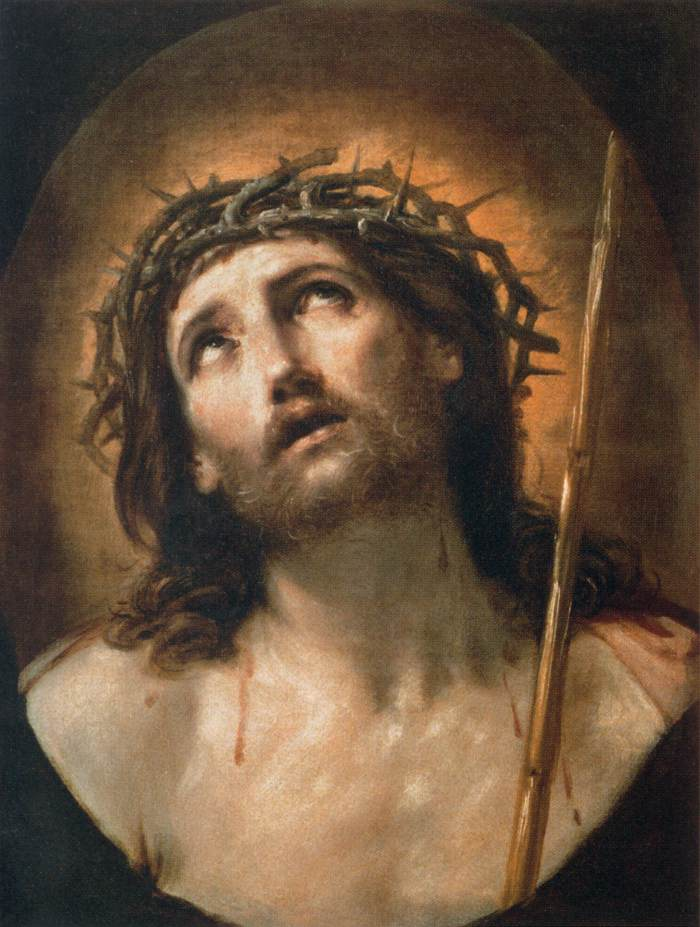
Guido Reni, 1639
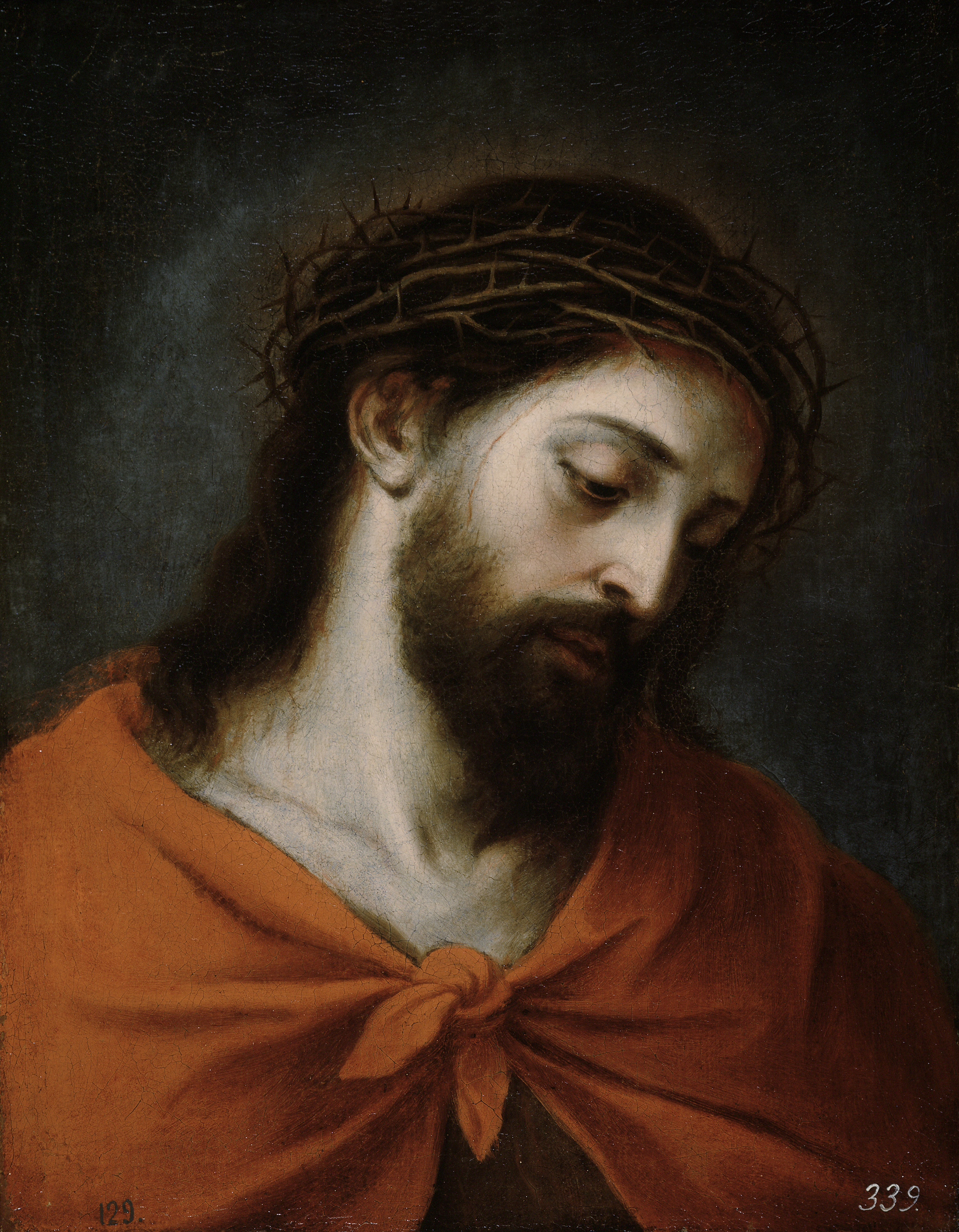
Murillo, ca. 1660
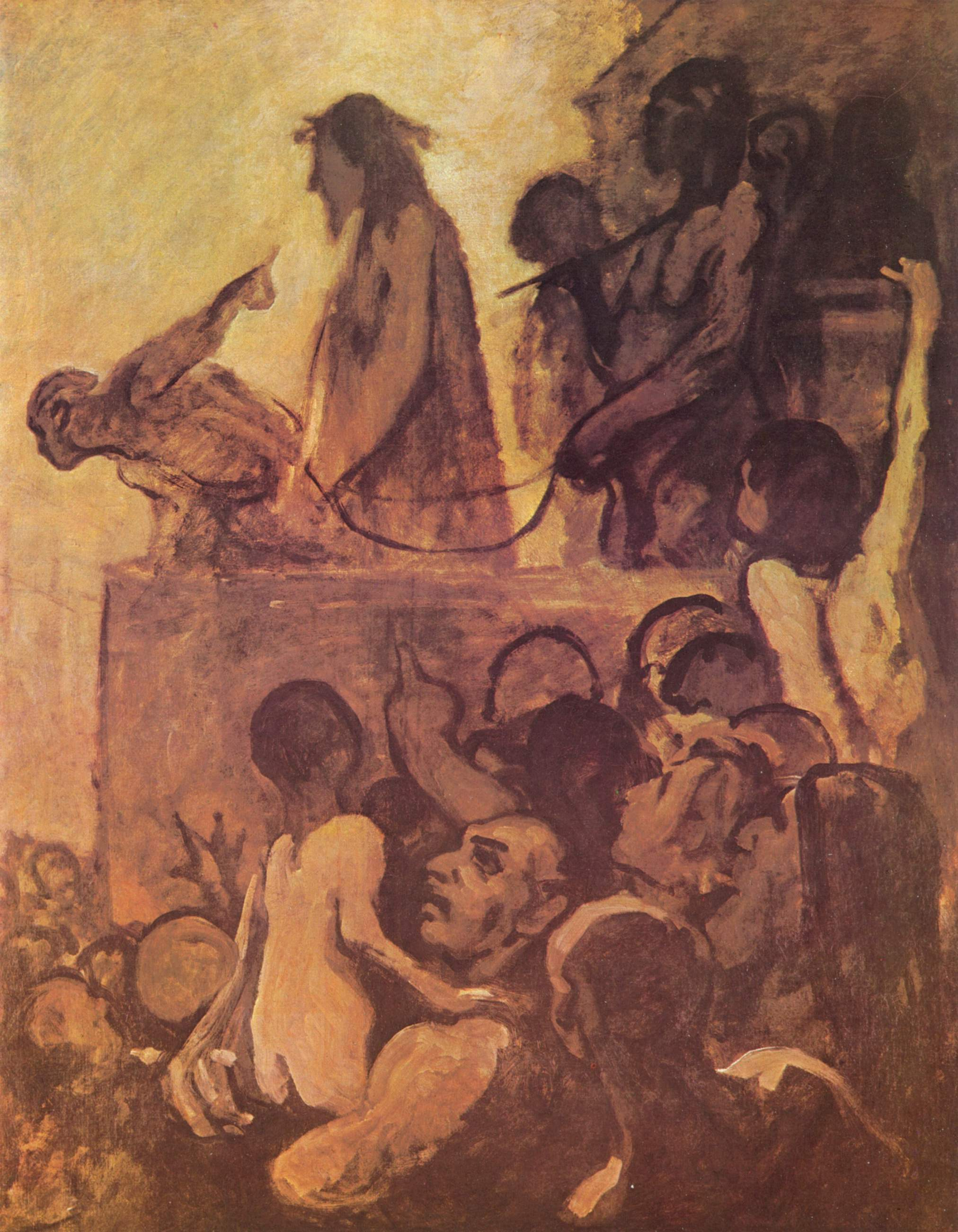
Daumier, 1850
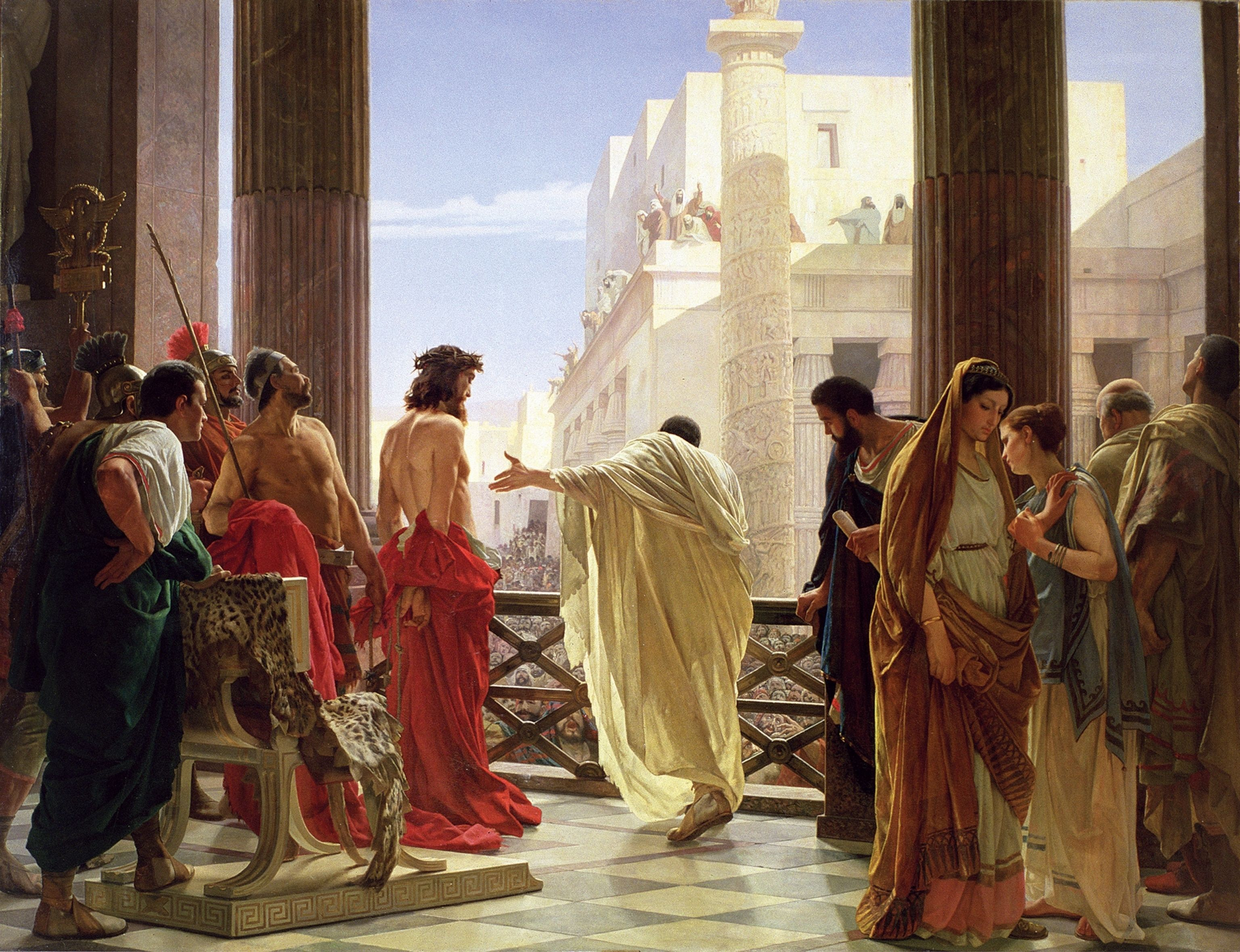
Antonio Ciseri, 1871
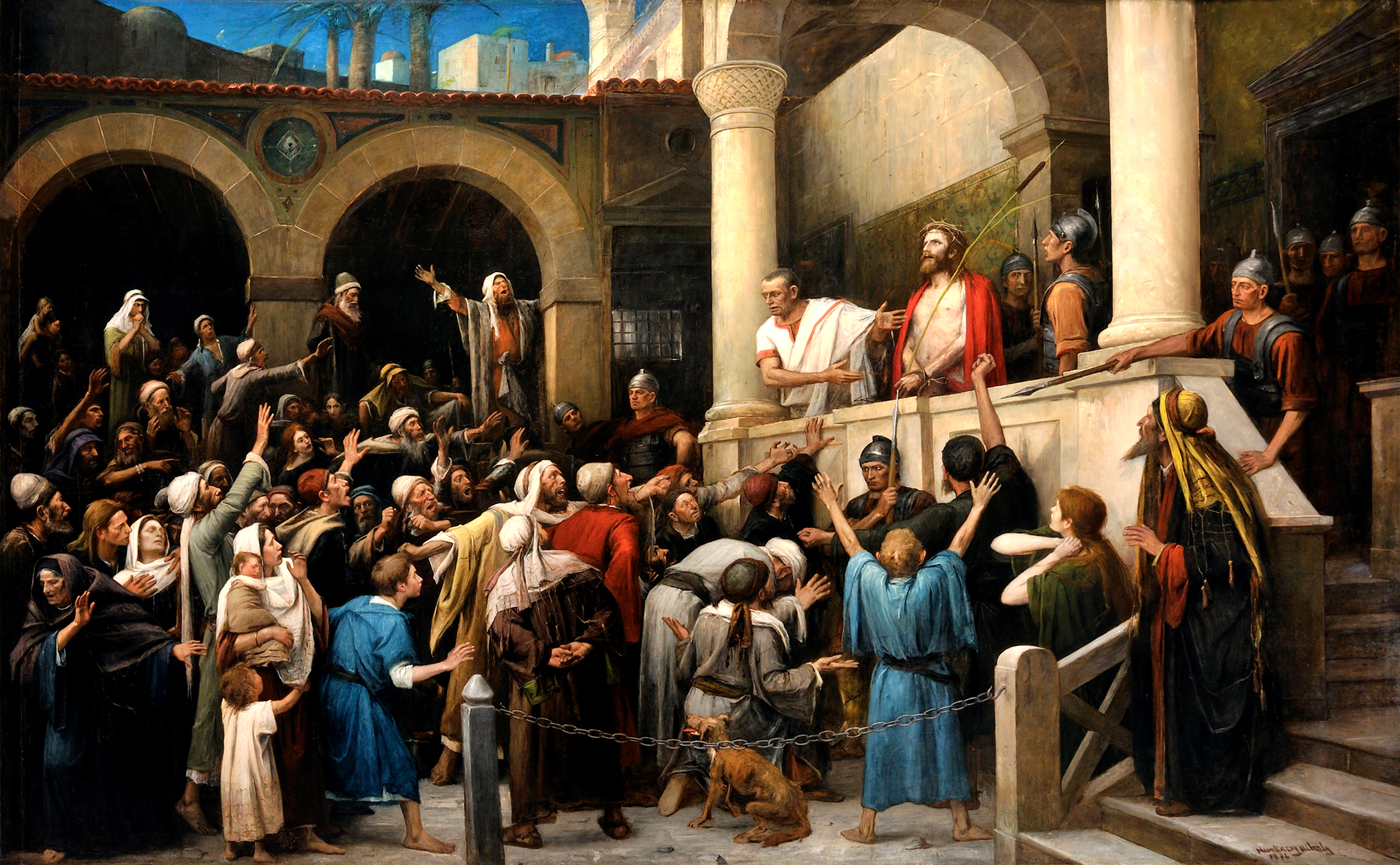
Mihály Munkácsy, 1896

### Escultura
En Colombia destacan las imágenes veneradas en Popayán, El Tambo, Silvia, Ricaurte (Nariño), Istmina y Valledupar entre otras ciudades. El Santo Ecce Homo de Popayán, imagen escultórica de factura española del siglo XX, réplica de la original que data del siglo XVI y que se conserva en la Catedral Basílica de Nuestra Señora de la Asunción de Popayán, es bajada en solemne procesión, desde el santuario de Belén hasta el templo de san Francisco. También en Popayán se venera otra imagen llamada Amo Jesús de Puelenje que se venera desde el siglo XVII que fue traída por la orden de los Dominicos.
La imagen con mayor antigüedad en Colombia la constituye el Ecce-homo ubicado en la iglesia de Sutamarchan, imagen que originalmente perteneció al monasterio del Santo Ecce Homo de la comunidad dominica en Boyacá. La imagen según fray Alonzo de Zamora la trae a la Nueva Granada Juan de Mayorga, la cual obtiene del Saco de Roma en 1527.
La imagen en otras localidades también recibe nombres como: Santísimo Cristo de la Humildad en Málaga, España, Señor de las Tribulaciones (Santa Cruz de Tenerife), Señor de la Caña, Señor de la Salud, Santo Juez, Señor del Mar; Jesús Nazareno Cautivo de Monsefú y Señor Cautivo de Ayabaca en Perú y Señor del Cacao en la catedral de México.
Las representaciones escultóricas del Ecce Homo se presentan con las mismas características: todas las imágenes están sentadas y vestidas, o en algunos casos semivestidas, con túnicas de finas telas con bordado de oro representativo según la región o el país.

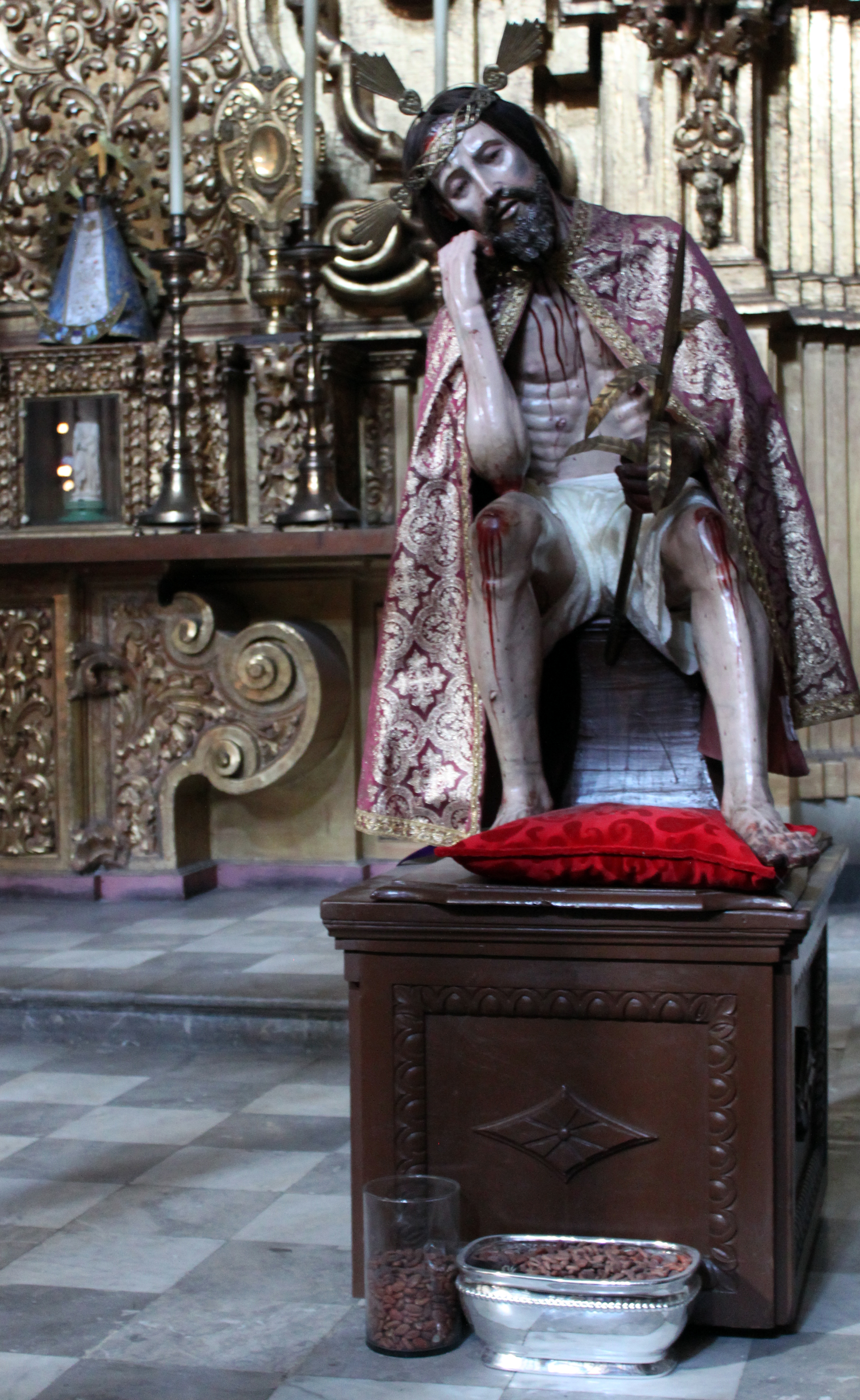
"Señor del Cacao", México.
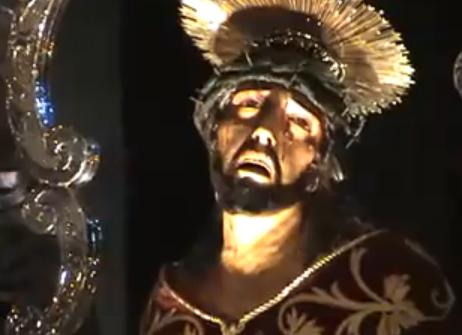
"Señor de las Tribulaciones", Tenerife.
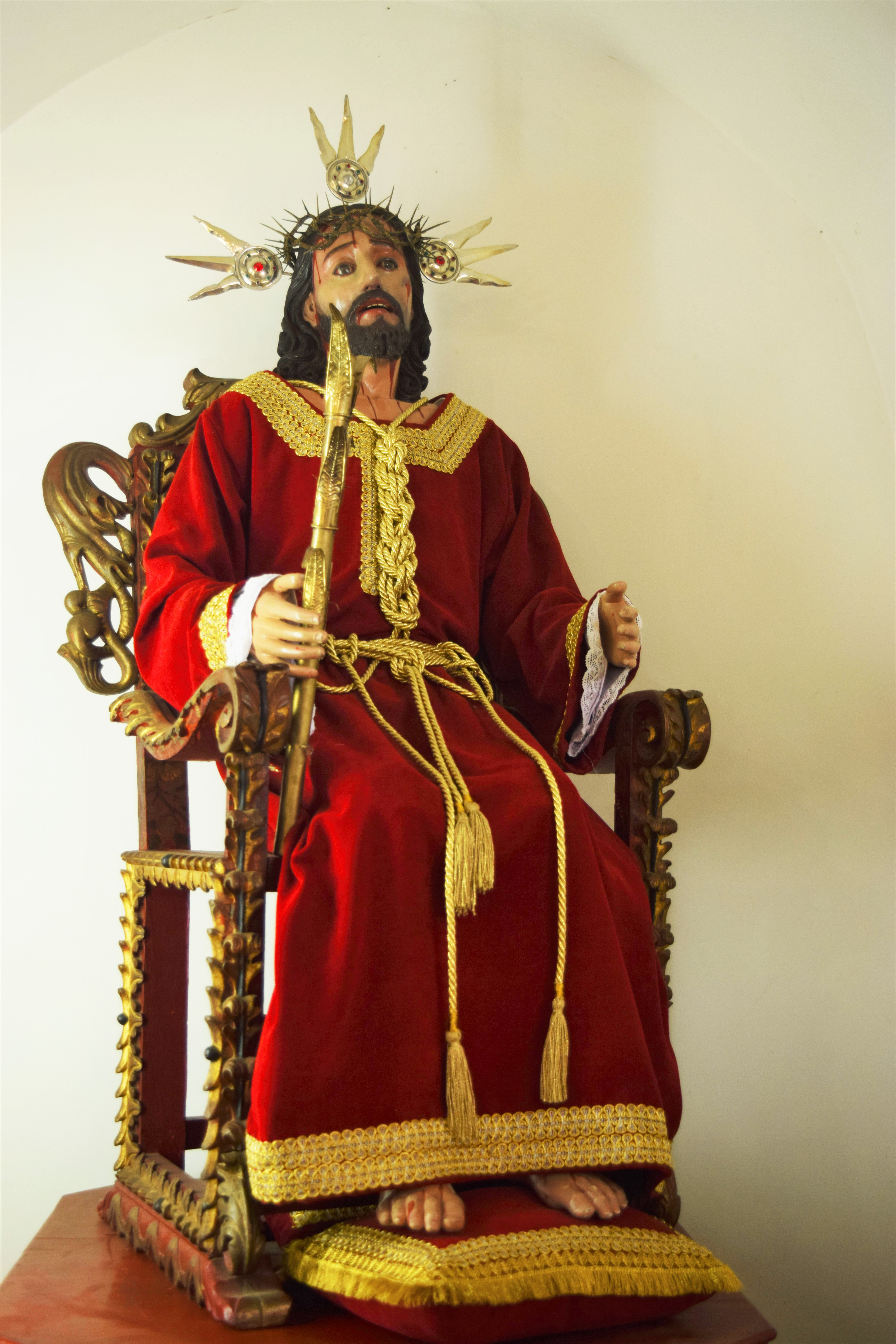
"Amo Jesús de Puelenje", Popayán.
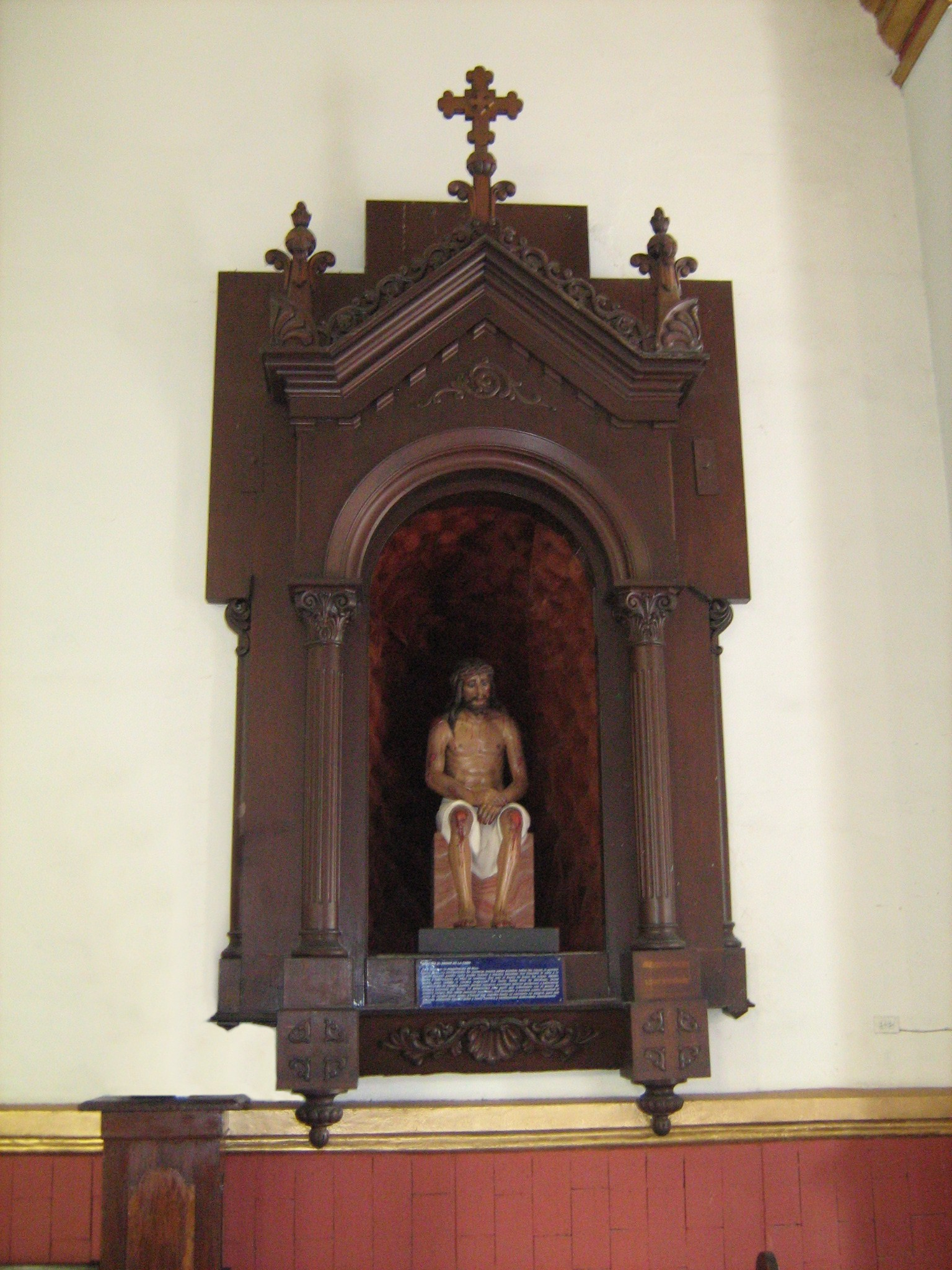
"Señor de la Caña", Medellín.
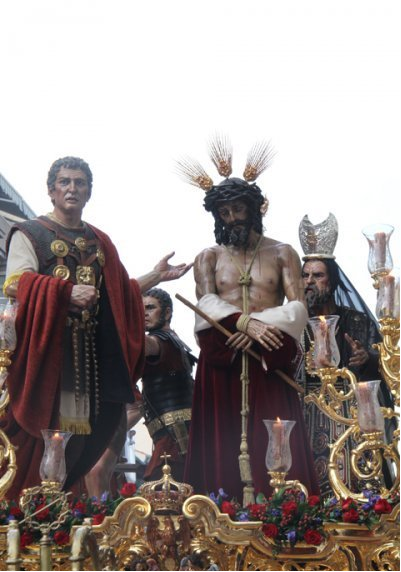
Misterio de la Cofradía de la Humildad, Málaga.
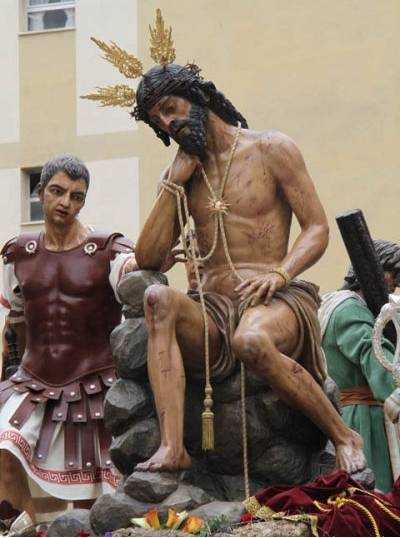
Misterio de la Cofradía de la Humildad y Paciencia, Málaga.
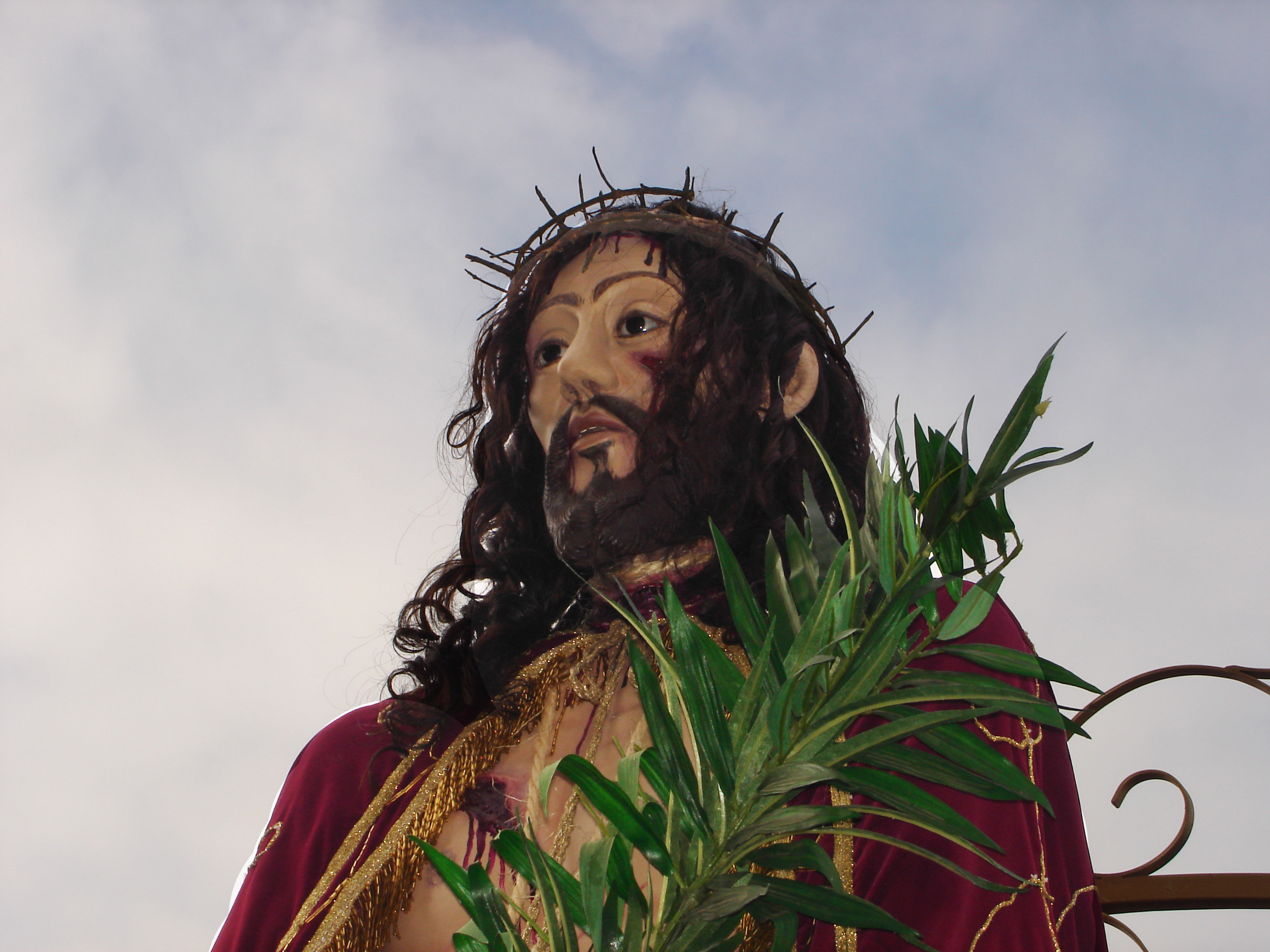
La estatua del Ecce Homo, venerado en Brasil como el Señor Buen Jesús.
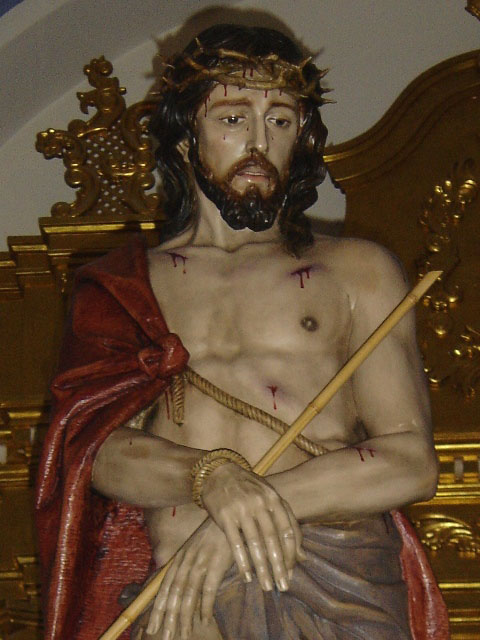
Ecce-Homo de Totana (Murcia) perteneciente a la Hermandad de Santa María Salomé Desfila el Martes Santo.